# Comana Pôntica
Comana ou Comana Pôntica (em grego: Κόμανα Ποντική; romaniz.: Kómana Pontiká) na Antiguidade Clássica foi uma antiga cidade da região do Ponto, na moderna Turquia, que, segundo a tradição, formou a colônia de Comana na Capadócia.

## História
Comana estava localizada às margens do rio Íris e, segundo Estrabão, aproveitou de sua posição central para tornar-se um empório para mercadores armênios e de outras nacionalidades. Idolatrava-se ali a deusa-lua com a mesma pompa e cerimônia que depois apareceria na cidade capadócia e os escravos trabalhando no templo eram nada menos que 6 000. São João Crisóstomo morreu em Comana quando voltava para Constantinopla depois de seu exílio em Cóciso, nos montes Antitauro.[carece de fontes?]
Restos de Comana são visíveis perto de uma vila chamada Gümenek [tr], a 12 quilômetros de Tocate, mas são muito pouco impressionantes. Há um monte e existem umas poucas inscrições numa ponte sobre o moderno rio Yeşilırmak, na qual passa a estrada que liga Niksar a Tocate.[carece de fontes?]